# Лотар Бухер
Лотар Бухер е германски политик и журналист. Подписва Берлинския договор.

## Житейски път
- 1850 – 1860: живее в изгнание в Лондон, кореспондент на National Zeitung
- 1864: приема предложената му от Бисмарк висока позиция в пруското външно министерство. Става едно от най-доверените лица на Бисмарк до разработката му от 1878 г. на социалистическия закон.
- 1870: съставя черновата на конституцията на Северногерманския съюз
- 1878: подписва Берлинския договор като германски секретар и съставител на германската част от споразумението.
- 1886: пенсионира се